# Neoplanorbis umbilicatus
Neoplanorbis umbilicatus е изчезнал вид коремоного от семейство Planorbidae.